# Musikjahr 1675
Liste der Musikjahre

◄◄ | ◄ | 1671 | 1672 | 1673 | 1674 | Musikjahr 1675 | 1676 | 1677 | 1678 | 1679 | ► | ►►

Weitere Ereignisse
Dieser Artikel behandelt das Musikjahr 1675.

## Ereignisse
- Agostino Steffani wird zum Hoforganisten in München ernannt.

## Instrumental- und Vokalmusik (Auswahl)
- Johann Rudolph Ahle – Toccata ex Clave D
- Marc-Antoine Charpentier
  - Ave maris stella, H. 60
  - De Profundis, H. 232
- Christian Geist – Laudet Deum mea
- Guillaume-Gabriel Nivers – 3e livre d’orgue des huit tons de l’église
- Maria Xaveria Perucona – Sacri Concerti de Mottetti, op. 1
- Johann Christoph Pezel – Bicinia variorum instrumentorum
- Gaspar Sanz – Instrucción de música sobre la guitarra española, Libre 2
- Alessandro Stradella – Qual prodigio è ch’io miri, a serenata

Jean-Baptiste Lully – Thésée Titelseite des Librettos, Paris 1675

## Musiktheater
- 11. Januar: Uraufführung der Oper Thésée von Jean-Baptiste Lully (Musik) mit einem Libretto von Philippe Quinault nach den Metamorphosen des Ovid am französischen Königshof im Schloss Saint-Germain-en-Laye
- Giovanni Legrenzi – La divisione del mondo
- Matthew Locke – Psyche

## Geboren

### Geburtsdatum gesichert
- 14. Februar: Johann Adam Schön, deutscher Archidiakon, Liederdichter, Autor († 1730)
- 21. Februar (getauft): Mathias Öttl, deutsch-österreichischer Komponist und Chorregent († 1725)
- 04. April: Johann Heinrich Kindervater, deutscher lutherischer Geistlicher, Theologe, Regionalhistoriker und Kirchenlieddichter († 1726)
- 11. April: Johann Daniel Herrnschmidt, deutscher evangelischer Theologe und Kirchenlieddichter († 1723)
- 11. Juli: Carlo Ricciotti, italienischer Violinist, Komponist und Operndirektor († 1756)
- 12. Juli: Evaristo Felice Dall’Abaco, italienischer Violinist, Cellist und Komponist († 1742)
- 01. August: William Williams, britischer Violinist und Komponist († 1701)
- 06. Oktober: Diamante Maria Scarabelli, italienische Opernsängerin († 1754)
- 19. Dezember: Johann Ignaz Egedacher, süddeutscher Orgelbauer († 1744)

### Genaues Geburtsdatum unbekannt
- Raphael Courteville, englischer Sänger, Organist und Komponist († 1772)

### Geboren vor 1675
- Michel de La Barre, französischer Flötist und Komponist († 1745)

### Geboren um 1675
- Giovanni Porta, italienischer Komponist und Violinist († 1755)
- Johann Caspar Sperling, deutscher Orgelbauer († 1743)

## Gestorben

### Todesdatum gesichert
- 12. Januar: Marco Giuseppe Peranda, italienischer Komponist und Kapellmeister (* 1626)
- 06. März: Constantin Steingaden, deutscher Ordensgeistlicher, Franziskanerpater und Kirchenmusiker (* 1618)
- 00. März: Anthoni van Noordt, niederländischer Organist und Komponist (* um 1619)
- 06. Mai: Girolamo Fantini, italienischer Trompeter und Komponist (* 1600)
- 08. Juli (begraben): Philippus van Wichel, niederländisch-belgischer Komponist und Violinist (* 1614)
- 25. Juli: Nicolas Saboly, französischer Dichter und Musiker okzitanischer Sprache (* 1614)
- 02. August: Georg Wolfgang Druckenmüller, deutscher Organist und Komponist (* 1628)
- 15. September: Tobias Zeutschner, deutscher Komponist, Organist und Kirchenlieddichter (* um 1621)
- 23. September: Heinrich Müller, deutscher lutherischer Geistlicher, Theologe und Kirchenlieddichter (* 1631)
- 04. Oktober: Philipp Stolle, deutscher Komponist, Sänger und Theorbist (* 1614)
- 08. November: Andreas Hammerschmidt, deutscher Komponist und Organist (* 1611)
- 14. November: Johannes Khuen, deutscher Dichter und Kirchenlieddichter (* 1606)

### Genaues Todesdatum unbekannt
- Ali Ufki, osmanischer Komponist polnischer Herkunft (* um 1610)
- Johannes Werlin, deutscher Komponist (* 1620)